# Ken Doherty (lekkoatleta)
John Kenneth „Ken” Doherty (ur. 16 maja 1905 w Detroit, zm. 19 kwietnia 1996 w Lancaster) – lekkoatleta amerykański.
Na Igrzyskach Olimpijskich w Amsterdamie w 1928 zdobył brązowy medal w dziesięcioboju.